# ヘンリー・フレデリック・コンラッド・サンダー
ヘンリー・フレデリック・コンラッド・サンダー（Henry Frederick Conrad Sander、ドイツ名:Heinrich Friedrich Conrad Sander;、1847年3月4日 - 1920年12月23日）はドイツ生まれで、イギリスのハートフォードシャー州に栽培園を開いた、ラン研究家、園芸商である。有名なラン研究家のハインリヒ・グスタフ・ライヘンバッハの名を冠した、ランに関する月刊誌"Reichenbachia"を出版したことで知られる。

## 略歴
ブレーメンに生まれた。1867年にロンドンのフォレストヒルの園芸商、ジェームズ・カーター商会（James Carter & Co）の社員となり、チェコ（当時いたオーストリア＝ハンガリー帝国）の探検家で植物収集家のベネディクト・レーツルと知り合った。レーツルは、南北アメリカの植物をイギリスへ出荷していた。自らが植物の採集が自由に行うために、イギリスで販売を行う信頼できる代理人を必要としていたことから協力関係が生じた。サンダーはカーター商会をやめ、セント・オールバンズに種苗商を開いた。レーツルは膨大なランや熱帯植物を送ってきたため、種苗店近くの倉庫は埋まり、サンダーの販売は成功し、レーツルは利益を得て引退し、故郷のプラハで快適に暮らすことができた。
サンダーは、種苗業を売却し、ランの収集、栽培に専念した。膨大なコレクションを収容するために、セント・オールバンズに4エーカーの土地を購入し、新しい栽培園と家を作った。新種のランを集めるために、23人の収集家を雇い、アジアや南米の森林や山地を探索させた。発見されたランは60あまりの温室で栽培され、種子が採集され、交配種が作られた。1880年代から1890年代に、約200万の植物を扱い、ヨーロッパのラン栽培の中心地となり、多くの王族がしばしば訪れた。交配種に関する著書、"Sander's Complete List of Orchid Hybrids" (St Albans 1906)にまとめられた。.
1885年に、豪華本の"Reichenbachia"の構想をたてた、原寸大のランの図版に英語、フランス語、ドイツ語の文章をつけたもので、678 mm x 510 mm の大きさのフォリオ版で、革で表装されるというものである。2巻本で2集で出版された。第1集の第1巻は1888年に発刊され、108ページの本文に48の図版がつけられた。1890年に第1集の第2巻が出版され、1892年から第2集が発刊され、ヴィクトリア女王やヨーロッパ各国の王族の女性に献呈された。
サンダーはヘンリー・ムーンに月刊誌の図版を描くように依頼し、この協力作業は1886年から1890年の間、続いた。ムーンは1894年にサンダーの娘と結婚し、その後もランの絵を描いた。
サンダーの商売は成功し、アメリカの収集人の一人のフォースターマンに、ニュージャージに栽培園を造らせ、運営させたが、1896年にジョン・ラガー（John Lager）とヘンリー・ハレル（Henry Hurrell）に売却された。この会社は1970年代まで存続した。1894年にはベルギーのブルッヘのSt Andréにも栽培園を作った。
ラン科の属名、Sanderellaに献名されている。パフィオペディルム・サンデリアヌムの種小名sanderianumもサンダーへの献名である。

## "Reichenbachia"の図版の画像

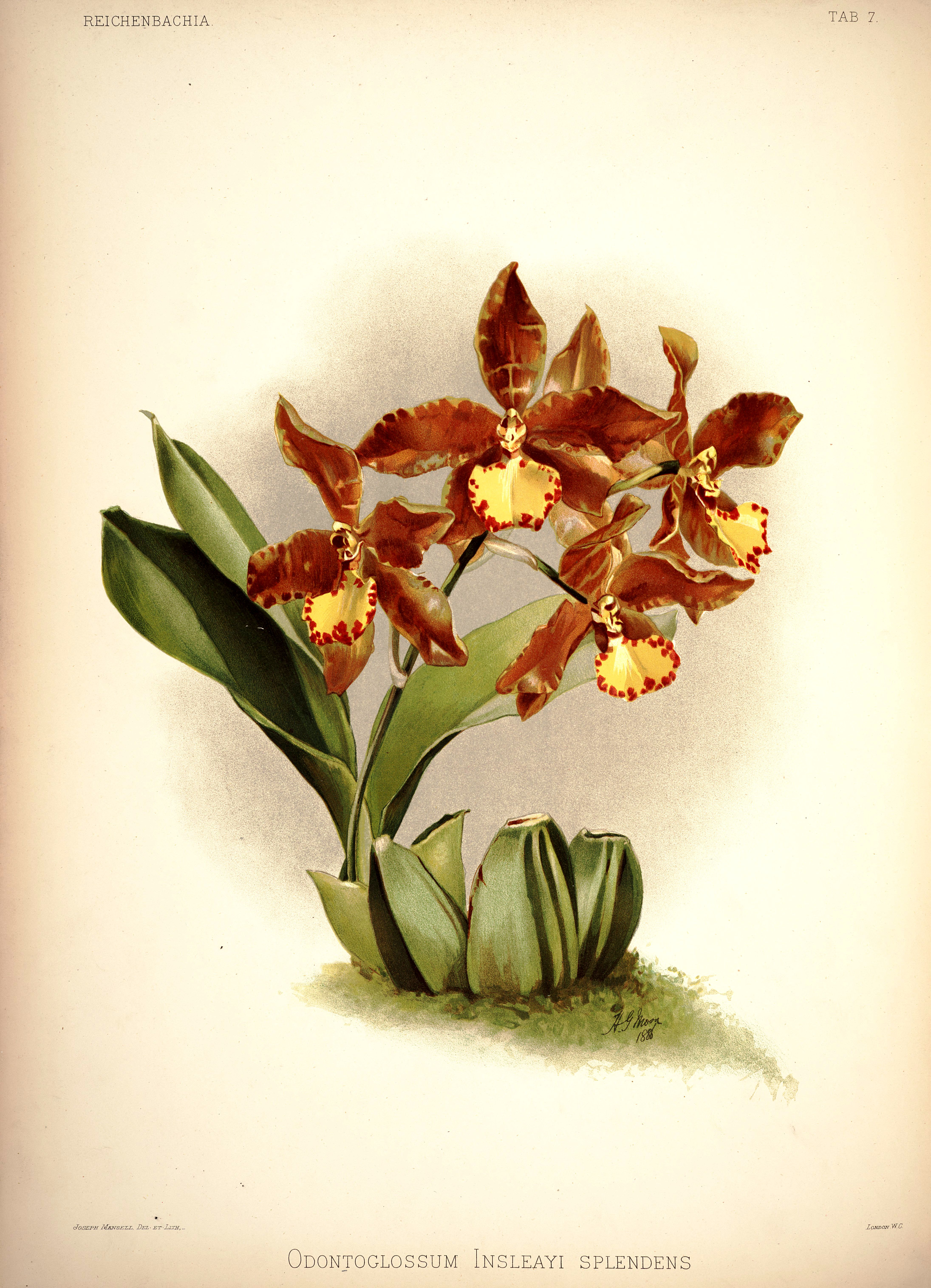
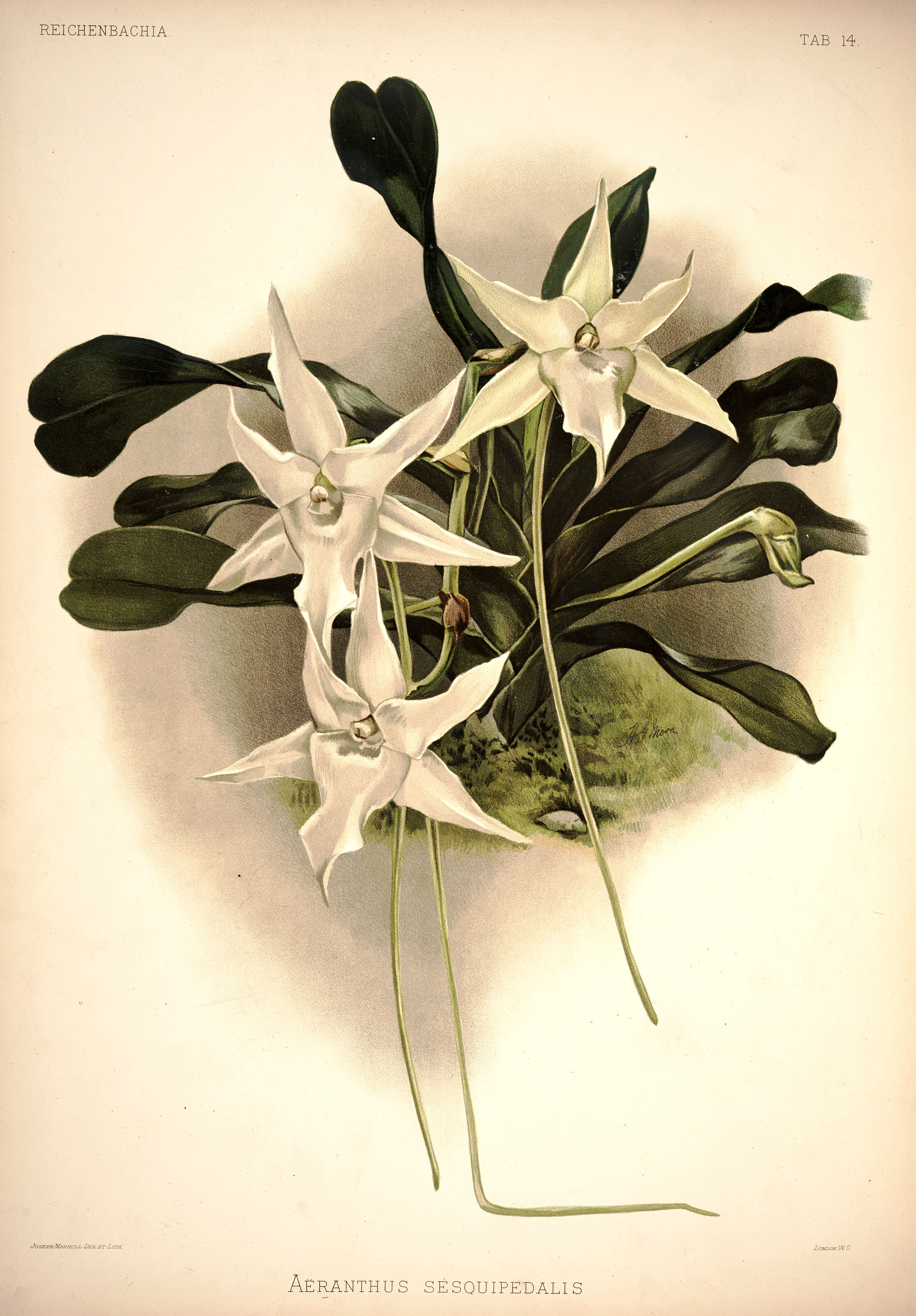
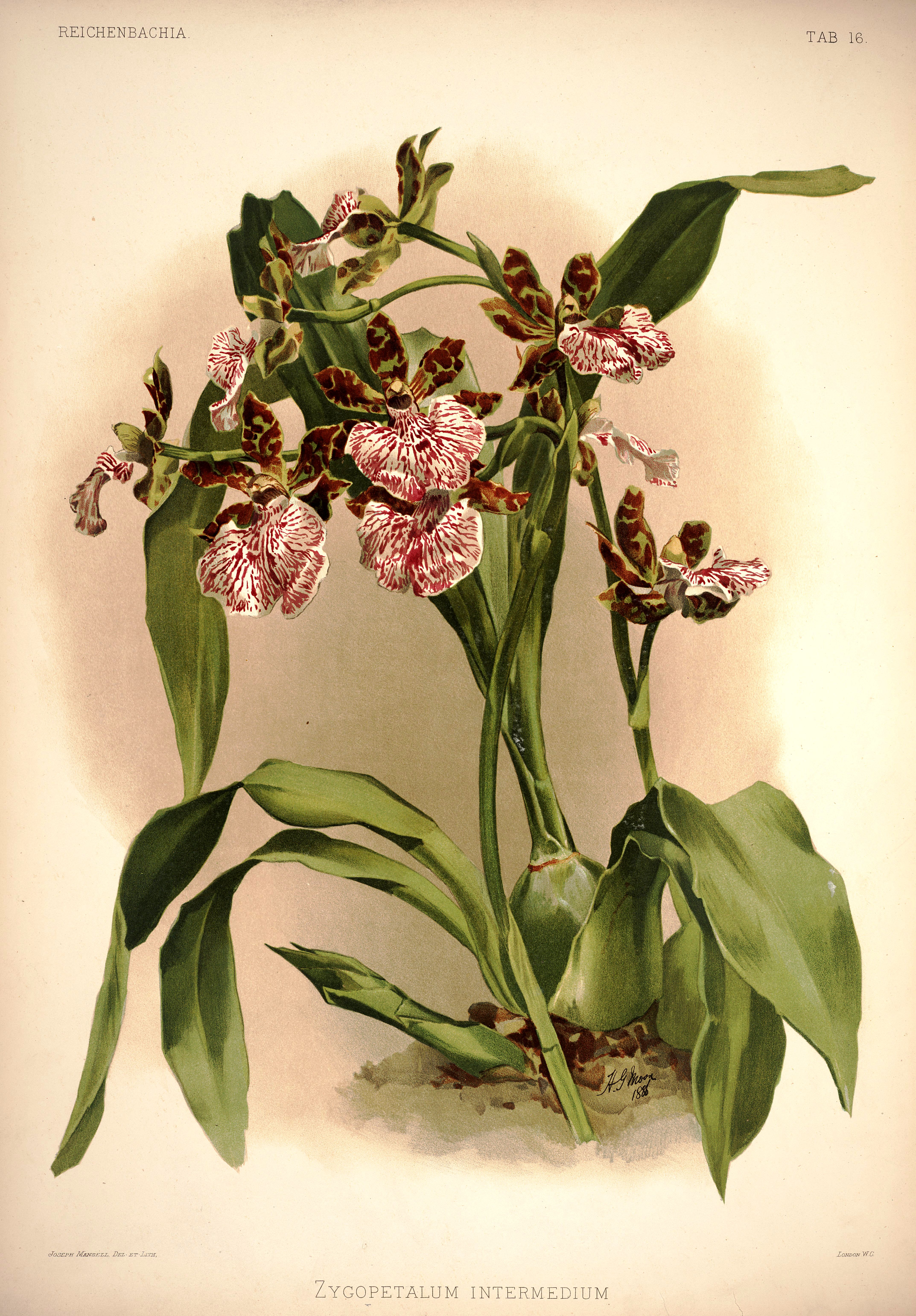
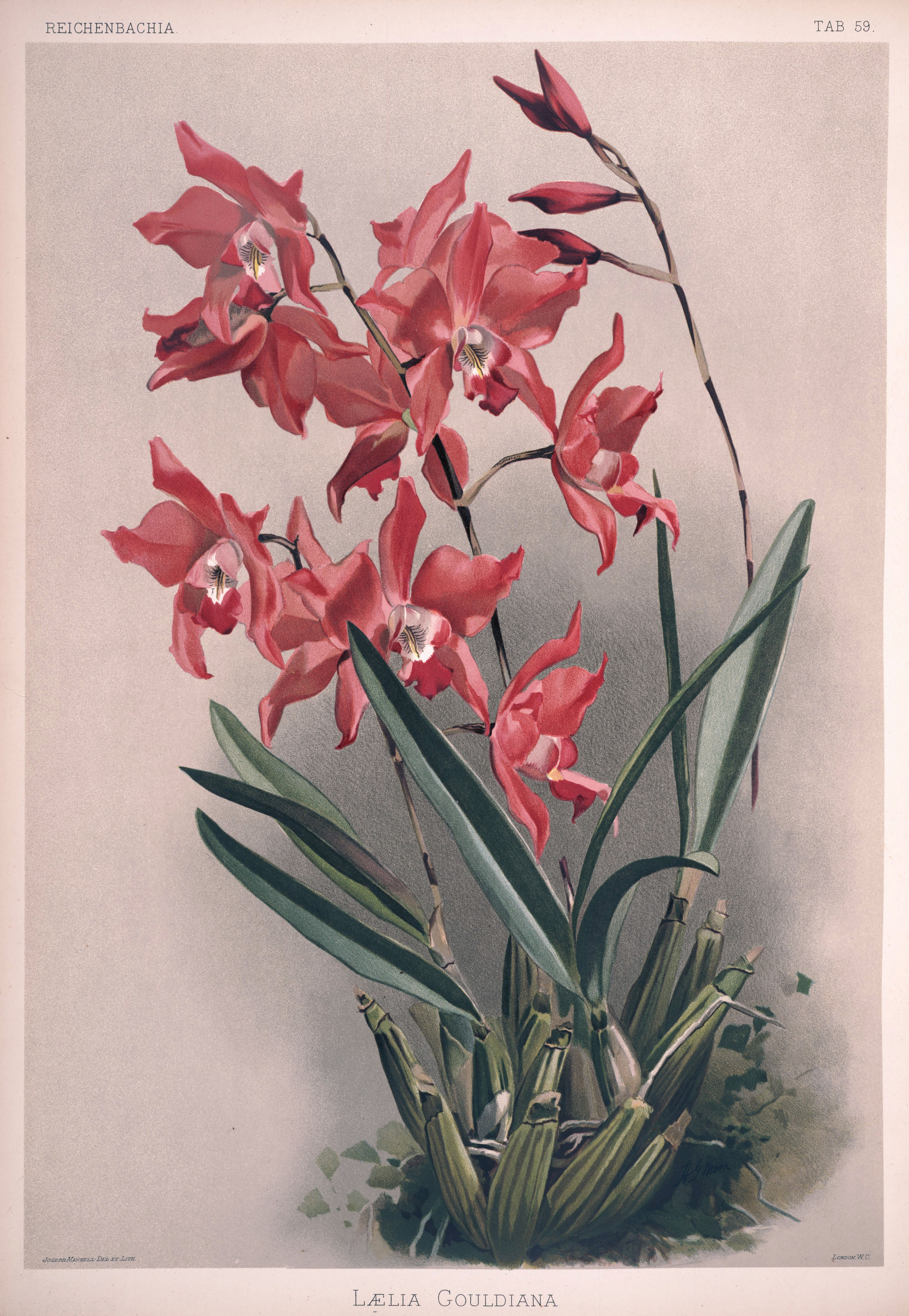